# Puejaut
Puèg Aut (en francès Pujaut) és un municipi francès situat al departament del Gard i a la regió d'Occitània. Va ser el primer focus de la plaga de la fil·loxera, que va estendre's per tot Europa.